# Monotropa
Monotropa is de botanische naam van een geslacht van twee soorten kruidachtige planten uit de heidefamilie (Ericaceae).
In het Cronquist-systeem (1981) werd het geslacht ingedeeld in de familie Monotropaceae. In het APG II-systeem (2003) wordt deze familie niet erkend en al de betreffende planten ingedeeld in de heidefamilie (Ericaceae).
Het geslacht komt van nature voor in de gematigde streken van het noordelijk halfrond, waar het geslacht vrij zeldzaam tot zeldzaam is.
Ze zijn saprotroof, anders dan de meeste planten bevatten ze geen chlorofyl en verkrijgen hun voedsel uit niet levend organisch materiaal, meestal dode en vergaand plantaardig of dierlijk materiaal, door oplosbare organische stoffen op te nemen. Hierdoor zijn ze in staat onder donkere omstandigheden te leven, zoals op de bodem van donkere bossen, omdat ze geen zonlicht nodig hebben.
Ze worden 10-35 cm hoog met een enkele onvertakte stengel. Alle delen van de plant zijn wit (Monotropa uniflora) of vaag geelwit met een rode tint (stofzaad, Monotropa hypopitys). De bladeren zijn gereduceerd tot 0,5-1 cm lange schubben, die het grootste deel van de stengel bedekken. De bloemen zijn klokvormig, 0,9-1,5 cm lang en groeien aan de top van de stengel.